# Раб (Верхняя Австрия)
Раб (нем. Raab (Oberösterreich)) — ярмарочная коммуна (нем. Marktgemeinde) в Австрии, в федеральной земле Верхняя Австрия. 
Входит в состав округа Шердинг.  Население составляет 2326 человек (на 31 декабря 2005 года). Занимает площадь 23 км². Официальный код  —  41414.

## Политическая ситуация
Бургомистр коммуны — Йозеф Траунвизер (АНП) по результатам выборов 2003 года.
Совет представителей коммуны (нем. Gemeinderat) состоит из 25 мест.
- АНП занимает 13 мест.
- СДПА занимает 6 мест.
- АПС занимает 6 мест.